# Melitopol
Melitopol (ukrainsk: Меліто́поль, tr. Melitopol; russisk: Мелитополь, tr. Melitopol; fra græsk: Μελιτόπολις, dansk: honningby) er en by i det sydøstlige Ukraine. Byen ligger ved floden Molochna et stykke fra dens udmunding i Det Azovske Hav. Den har 148.851 (2022) indbyggere og er den næststørste by i oblastet Zaporizjzja efter byen Zaporizjzja. Melitopol blev grundlagt i 1784 og fik byrettigheder i 1842.
Byen har siden marts 2022 været besat af Rusland som følge af Ruslands invasion af Ukraine 2022.